# ترويج سلبي للمنتج
في مجالي التسويق والبيع القطاعي، الترويج السلبي للمنتج هو ممارسة تُستخدم لتشجيع العميل على شراء منتج أو خدمة مربحة بصورة أكبر في مقابل البدائل الأرخص ثمنًا. وكذلك هو ممارسة تحاول الشركة من خلالها توجيه الأسعار المختلفة نحو مختلف أنواع العملاء. وهناك العديد من الطرق المستخدمة في تحقيق ذلك:

## التغليف رخيص الثمن
تُستخدم هذه الطريقة بصورة شائعة في محلات السوبر ماركت حيث يتم تغليف أرخص المنتجات بعبوات بسيطة رخيصة الثمن. وعادةً ما يتم عرض هذه المنتجات إلى جانب المنتجات باهظة الثمن والمعبأة بشكل أكثر جاذبية في محاولة لإقناع العملاء الأكثر ثراءً بشراء بديل أغلى ثمنًا عوضًا عن ذلك.
على سبيل المثال، سلسلة محلات السوبر ماركت تيسكو تبيع مجموعة من المنتجات متفاوتة «القيمة» في عبوات مبهرجة (حمراء وزرقاء وبيضاء) لكي تبدو غير جذابة وأقل قيمة من الأسماء التجارية المعتادة.

## حذف منتجات من الإعلانات
ويُقصد بذلك عدم الإعلان عن البدائل الأرخص ثمنًا. ومن أمثلة استخدام هذه الطريقة، شركات المقاهي التي تخفي أو لا تبرز المشروبات الأرخص ثمنًا على أمل أن يشتري العملاء مشروبًا أغلى ثمنًا. وقد اشتهرت مقاهي ستاربكس (Starbucks) وكافيه ريببلك (Coffee Republic) باتباع هذه الممارسة، فكلاهما لديه منتج اسمه كابتشينو صغير أو "short cappuccino". ويعرف العاملين بهذين المقهيين هذا المشروب، وهناك زر في ماكينة النقود باسمه، إلا أن المنتج غير مدرج في أي مكان بالقائمة. والعملاء الذين لا يعرفون هذا المنتج من المرجح أن يشتروا أحد المنتجات الأخرى الأكثر ربحية والمدرجة بالقائمة.

## تصنيع نُسخ مكررة
ويُقصد بذلك تصنيع نسختين من نفس المنتج بسعرين مختلفين. فمن الشائع في عالم التكنولوجيا المتقدمة أن تنتج الشركات منتجًا عالي المواصفات وتبيعه بسعر مرتفع، ثم تبيع نفس المنتج بسعر أرخص مع تعطيل بعض وظائفه. وقد قامت شركة آي بي إم (IBM) بذلك مع إحدى الطابعات في التسعينيات من القرن العشرين، حيث كان هناك إصدار اقتصادي للاستخدام المنزلي من أفضل الطرز، ولكنه كان مزودًا بشريحة إلكترونية دقيقة لإبطاء عمله.
كما أن جميع إصدارات ويندوز فيستا (Microsoft Vista) وويندوز 7 (Microsoft Windows 7) يتم شحنها على أقراص DVD متطابقة تمامًا وتقوم بتثبيت نفس البرامج بصرف النظر عن الإصدار الذي اشتراه العميل. إلا أن بعض الميزات المحددة تكون مخفية أو غير قابلة للاستخدام من قِبل المستخدم حسب كود التثبيت الذي يتم إدخاله. وعند محاولة استخدام هذه الميزات، يعرض البرنامج خيار «الترقية» ويقوم بتحصيل مبلغ فوري من العميل قبل إلغاء غلق الميزات وإتاحتها على الفور دون الحاجة إلى أية عملية تثبيت أخرى للبرنامج.
وكانت وحدة المعالجة المركزية 486DX تأتي مزودة بوحدة فاصلة عائمة حسابية، بينما كانت وحدة المعالجة المركزية 486SX تتكون من نفس الشريحة بالضبط ولكن مع قطع الوصلات الإلكترونية بوحدة الفاصلة العائمة. (كان يتم عمل ذلك بشكل رسمي للشرائح الإلكترونية التي لا تعمل بها وحدة الفاصلة العائمة بشكل سليم، بينما تعمل وحدة المعالجة المركزية بشكل جيد وفي هذه الحالة، لا يمكن أن القول بأن هذا «ترويج سلبي للمنتج».)